# Coppa Italia 2004-2005
La Coppa Italia 2004-2005 è stata la 58ª edizione della manifestazione calcistica. È iniziata il 14 agosto 2004 e si è conclusa il 15 giugno 2005. Per la settima stagione consecutiva, TIM è lo sponsor ufficiale della coppa, che prese dunque il nome di TIM Cup 2004-2005. La squadra campione in carica era la Lazio che quindi per questa stagione sfoggiò sulla maglia la coccarda tricolore.
La vittoria finale è andata all'Inter che ha sconfitto la Roma sia all'andata che al ritorno: per la squadra nerazzurra si tratta del quarto successo nella competizione, a distanza di 23 anni dall'ultimo, che va ad aggiungersi a quelli del 1938-1939, del 1977-1978 e del 1981-1982. La Roma, pur uscendo sconfitta dalla finale, è stata ammessa in Coppa UEFA in quanto l'Inter si era qualificata in Champions League tramite piazzamento in Serie A.

## Formula del torneo
La formula è la medesima delle precedenti cinque edizioni, ovvero una prima fase a gironi, un successivo turno eliminatorio che permette poi l'accesso alla fase finale composta da ottavi, quarti, semifinali e finale. Per il quinto anno consecutivo, la squadra vincitrice della manifestazione si sarebbe qualificata alla Coppa UEFA partendo dal primo turno. Tuttavia nel caso la vincente si fosse già qualificata al suddetto torneo o alla Champions League tramite piazzamento in campionato, il posto sarebbe andato alla finalista, ma se anche in questo caso essa fosse già qualificata ad uno dei due tornei citati, il posto spettante sarebbe andato alla settima classificata in Serie A 2004-05. Questa è stata l'ultima edizione della Coppa Italia che presentò la formula dei gironi al primo turno: dall'anno successivo furono infatti sostituiti da tre turni eliminatori che accolsero molte più squadre di Serie C.

### Squadre ammesse
Per la 23ª edizione consecutiva partecipano 48 squadre così suddivise: tutte le 20 squadre della Serie A 2004-05, tutte le 22 della Serie B 2004-05 e 6 squadre della Serie C1 2004-05 (4 del girone A, 2 del girone B). Le squadre provenienti dalla Serie C1 sarebbero dovute essere le 4 retrocesse dalla Serie B 2003-04 e 2 squadre segnalate dalla Lega Professionisti Serie C.
Le squadre entrano nella competizione in fasi successive in base al loro campionato di appartenenza e alla loro classificazione nei rispettivi campionati dell'anno precedente. Nel caso di squadre classificate a pari merito in posizioni di classifica che danno diritto d'ingresso nella competizione in fasi diverse, per identificare la squadra meglio piazzata si tiene conto della classifica avulsa tra i team coinvolti tranne il caso in cui le medesime posizioni siano state definite mediante spareggio.

### Fasi

#### Prima fase a gironi
La prima fase a gironi vede partecipare 32 squadre: 4 di Serie A (le neopromosse giunte tra le 3ª e la 6ª posizione del campionato di Serie B 2003-04), tutte e 22 le squadre della Serie B e le 6 squadre di Serie C1. Le 32 squadre vengono suddivise in 8 gironi di 4 squadre che si incontrano fra loro secondo un calendario con gare di sola andata. La composizione dei gironi viene effettuata dalla Lega con criteri di vicinanza geografica delle squadre. Con la compilazione del calendario, viene definita per sorteggio l'assegnazione a ciascuna squadra di una o due gare in casa sulla base del seguente schema:
- 1ª giornata: squadra A – squadra B; squadra C – squadra D
- 2ª giornata: squadra D – squadra A; squadra B – squadra C
- 3ª giornata: squadra D – squadra B; squadra A – squadra C

Tuttavia la Lega poté intervenire nella compilazione del calendario in deroga al sorteggio al solo fine di creare alternanza fra le Società che disputano le gare interne sul medesimo campo o per motivi legati alla disponibilità degli stadi. Per quanto riguarda le ammonizioni accumulate al termine di questa fase, esse sono azzerate e non concorrono con le ammonizioni delle fasi successive. Vengono comunque scontate nelle fasi successive del torneo le squalifiche conseguenti alla somma di ammonizioni maturate nella prima fase. Da questa fase fino ai quarti di finale, la Lega permise alle società che ne facevano richiesta, di disputare le proprie gare interne in stadi diversi da quello indicato ad inizio stagione.
Si qualifica al turno successivo la squadra di ogni girone che ha totalizzato il maggior numero di punti in classifica secondo il classico sistema di punteggio: 3 punti per la vittoria, 1 punto per il pareggio e 0 per la sconfitta. In caso di parità tra due o più squadre si tiene conto della classifica avulsa tra le squadre coinvolte secondo i seguenti criteri:
1. punti totalizzati negli incontri diretti fra tutte le interessate
2. differenza reti negli incontri diretti fra tutte le interessate
3. differenza reti generale
4. maggior numero di reti segnate in generale
5. sorteggio

#### Turni eliminatori e fase finale
Nei turni eliminatori e nella fase finale, gli accoppiamenti tra le squadre sono stabiliti dai sorteggi che tengono conto di posizioni predeterminate (in base alle classifiche finali della Serie A 2003-04 e della Serie B 2003-04, mentre la detentrice del trofeo ha la posizione più alta) in un tabellone di tipo tennistico che guida gli accoppiamenti sino alle gare di finale. Ai fini della compilazione del tabellone, la definizione delle posizioni di classifica ex aequo, eccetto quelle già definite per spareggio, è fatta seguendo la classifica avulsa.
Le squadre accoppiate si incontrano in due partite (andata e ritorno) ad eliminazione diretta. Nel primo turno eliminatorio e negli ottavi di finale la squadra testa di serie (intendendo per tale quella che non ha partecipato al turno precedente), disputa la gara di andata in trasferta. Nei turni successivi, l'ordine di svolgimento viene attribuito mediante sorteggio.
Se due squadre che disputano le gare interne sul medesimo campo hanno, per regolamento o per sorteggio, concomitanza di gare in casa, la detentrice della Coppa Italia e, in subordine, la squadra meglio classificata o partecipante al Campionato di categoria superiore nel 2003-04 mantiene il calendario ad essa spettante, mentre l'altra subisce l'inversione. Qualora, in virtù di tutte le combinazioni possibili, l'ordine di svolgimento delle gare di più squadre in condizione di coabitazione di campo fosse reciprocamente condizionato, ha priorità su tutte la detentrice della Coppa Italia o, in subordine, la squadra meglio classificata in assoluto nel 2003-04, che mantiene il calendario ad essa spettante, mentre le altre si adeguano automaticamente. Nei turni in concomitanza con gare di competizioni UEFA, le squadre in coabitazione di campo con squadre che disputano tale competizione disputano la propria gara casalinga nella data libera dalla competizione dell'UEFA. Tale ordine ha la priorità sulle situazioni precedentemente previste.
Ottiene la qualificazione al turno successivo e, per quanto riguarda le gare di finale, si aggiudica la Coppa Italia, la squadra che, al termine della partita di ritorno, ha segnato il maggior numero complessivo di reti nelle due partite o, in caso di parità nelle reti complessive, il maggior numero di reti in trasferta. Nel caso in cui anche il numero di reti segnate in trasferta sia il medesimo, si procede a disputare i tempi supplementari. Se nessuna rete viene segnata durante i tempi supplementari, si procede con i calci di rigore.

##### Primo turno eliminatorio
Vi partecipano le 8 squadre vincenti dei gironi del turno precedente e 8 squadre di Serie A (le 6 classificatesi tra il 9º e il 14º posto della passata stagione e le 2 neopromosse classificatesi ai primi due posti del precedente campionato di Serie B). Le 8 squadre qualificate dalla fase a gironi vengono accoppiate mediante sorteggio alle altre 8 ammesse di diritto al primo turno ad eliminazione diretta.

##### Ottavi di finale
Vi partecipano le 8 squadre vincenti del primo turno eliminatorio e le prime 8 squadre della Serie A 2003-04 (nelle quali è compresa anche la detentrice della Coppa Italia). Le squadre sono già state accoppiate dal sorteggio eseguito dal primo turno eliminatorio che ha composto il tabellone.

##### Quarti, semifinali e finali
Lo svolgimento è il medesimo per tutti, con gli accoppiamenti previsti dal tabellone. L'ordine delle gare di andata e ritorno viene sorteggiato.

## Squadre partecipanti

### Prima fase a gironi (32 squadre)
- 4 club di Serie A
- 22 club di Serie B
- 6 club di Serie C1

-  Perugia (15ª - A)
-  Modena (16ª - A)
-  Empoli (17ª - A)
-  Livorno (3ª - B)
-  Messina (4ª - B)
-  Atalanta (5ª - B)
-  Fiorentina (6ª - B)
-  Ternana (7ª - B)
-  Piacenza (8ª - B)
-  Catania (9ª - B)
-  Triestina (10ª - B)
-  Ascoli (11ª - B)
-  Torino (12ª - B)
-  Vicenza (13ª - B)
-  Treviso (15ª - B)
-  Genoa (16ª - B)

-  Salernitana (17ª - B)
-  AlbinoLeffe (18ª - B)
-  Verona (19ª - B)
-  Venezia (20ª - B)
-  Bari (21ª - B)
-  Pescara (22ª - B)
-  Avellino (23ª - B)
-  Como (24ª - B)
-  Arezzo (1ª - C1/A)
-  Catanzaro (1ª - C1/B)
-  Crotone (Vincente play-off C1/B)
-  Cesena (Vincente play-off C1/A)
-  Lumezzane (Finalista play-off C1/A)
-  Acireale (Semifinalista play-off C1/B - 4ª C1/B)
-  Rimini (Semifinalista play-off C1/A - 4ª C1/A)
-  Pro Patria (Finalista Coppa Italia Serie C)

### Primo turno eliminatorio (16 squadre)
- 8 vincenti della prima fase a gironi
- 8 club di Serie A

-  Chievo (9ª - A)
-  Lecce (10ª - A)
-  Brescia (11ª - A)
-  Bologna (12ª - A)

-  Reggina (13ª - A)
-  Siena (14ª - A)
-  Palermo (1ª - B)
-  Cagliari (2ª - B)

### Ottavi di finale
- 8 vincenti del primo turno eliminatorio
- 8 club di Serie A

-  Milan (1ª - A)
-  Roma (2ª - A)
-  Juventus (3ª - A)
-  Inter (4ª - A)

-  Parma (5ª - A)
-  Lazio (6ª - A)
-  Udinese (7ª - A)
-  Sampdoria (8ª - A)

## Calendario
Le date della competizione sono state rese note dalla Lega Calcio già il 16 giugno 2004, tuttavia alcune sono state cambiate a torneo in corso a causa di certi eventi. Gli orari di gioco delle gare sono stati piuttosto flessibili: per le gare senza copertura televisiva, l'orario di gioco è stato stabilito dalla società ospitante (previo beneplacito della Lega), mentre per quelle trasmesse in diretta tv è stato fissato dalla Lega. Talvolta sono stati previsti anticipi e posticipi per certe gare, comunque fissati o un giorno prima o uno dopo rispetto alla data prestabilita.
| Fase             | Fase             | Andata                        | Ritorno                        |
| ---------------- | ---------------- | ----------------------------- | ------------------------------ |
| Gironi           | 1ª giornata      | 14 agosto 2004                | –                              |
| Gironi           | 2ª giornata      | 22 agosto 2004                | –                              |
| Gironi           | 3ª giornata      | 29 agosto - 1º settembre 2004 | –                              |
| Primo turno      | Primo turno      | 15 settembre 2004             | 29 settembre 2004              |
| Ottavi di finale | Ottavi di finale | 19-20-21 novembre 2004        | 12-13 gennaio 2005             |
| Quarti di finale | Quarti di finale | 26-27 gennaio 2005            | 16 febbraio e 16-17 marzo 2005 |
| Semifinali       | Semifinali       | 11-12 maggio 2005             | 18-19 maggio 2005              |
| Finale           | Finale           | 12 giugno 2005                | 15 giugno 2005                 |

## Sorteggi

### Gironi
I gironi, per la prima fase, sono stati sorteggiati il 28 luglio 2004 alle ore 15:00 presso la sede della Lega a Milano. Fra le 32 squadre che dovevano comporre i gironi, l'Ancona, il Napoli e il Como, vennero escluse dai campionati a causa della grave situazione finanziaria che le affliggeva. L'esclusione, comminata pochi giorni prima della compilazione dei gironi, avrebbe fatto perdere il diritto di disputare la coppa nazionale, ma venne subito contestata dalle tre società al Giudice Federale: pertanto, vista la situazione di stallo, le tre società rimanenti vennero indicate come Società X, Società Y e Società Z in attesa della decisione del giudice. Il 12 agosto vennero rese note le squadre incognite: il Como (Società X), che quindi riuscì ad iscriversi in Serie C1, il Rimini (Società Y) e l'Acireale (Società Z), queste ultime due entrambe semifinaliste dei play-off di C1 2003-04 e meglio piazzatesi in campionato, che sostituirono le escluse (e fallite) Ancona e Napoli. Il posto dell'Acireale sarebbe spettato alla Viterbese in quanto finalista perdente dei play-off nel girone B della Serie C1 della passata stagione, ma anch'essa, afflitta da gravi problemi finanziari, venne esclusa dai campionati precludendone la partecipazione alla Coppa Italia. La Pro Patria invece, è stata ammessa come finalista perdente della Coppa Italia Serie C in sostituzione del Cesena, già ammesso in qualità di partecipante alla Serie B 2004-05.
Queste decisioni, arrivate a soli due giorni dall'avvio della competizione, fecero slittare di qualche giorno le gare della 1ª giornata della fase a gironi che vedevano coinvolte le squadre ripescate. Alcune di queste gare (anche della 2ª giornata) vennero poi ulteriormente rimandate in quanto la società Napoli fece ricorso al tribunale fallimentare chiedendo e ottenendo il blocco dei calendari e anche delle partite di Coppa Italia delle squadre coinvolte nei ripescaggi Erroneamente il giudice bloccò anche alcune gare di Bari e Pescara che erano estranee al caso del Napoli (limitatamente alla Coppa Italia): queste due squadre erano però coinvolte unicamente nei ripescaggi della Serie B 2004-05 e avevano comunque il diritto di partecipare alla Coppa Italia. Il 31 agosto, il Napoli venne definitivamente escluso sbloccando dunque le partite che erano state congelate in attesa della sentenza.

### Turni eliminatori e fase finale
Il sorteggio del primo turno eliminatorio e della successiva fase finale, componendo così il tabellone di tipo tennistico che ha delineato il percorso di ogni squadra, è stato effettuato il 2 settembre 2004 presso la sede della Lega a Milano quando ancora mancavano tre gare alla conclusione della fase a gironi (le gare in questione erano quelle rinviate in seguito al ricorso del Napoli). Pertanto il sorteggio avvenne quando una squadra era ancora da decidere, infatti il Girone 6 non aveva ancora stabilito la squadra vincente, che si rivelò poi essere la Ternana.

#### Quarti, semifinali e finale
Il sorteggio per stabilire l'ordine di svolgimento delle gare di andata e ritorno dei quarti di finale è stato effettuato il 14 gennaio 2005, quello delle semifinali il 23 marzo 2005. Tutti i sorteggi sono stati effettuati presso la sede della Lega a Milano.

## Risultati

### Fase a gironi

#### Girone 1
| Pos. | Squadra   | Pt | G | V | N | P | GF | GS | DR |
| ---- | --------- | -- | - | - | - | - | -- | -- | -- |
| 1.   | Torino    | 7  | 3 | 2 | 1 | 0 | 13 | 7  | +6 |
| 2.   | Lumezzane | 4  | 3 | 1 | 1 | 1 | 5  | 8  | -3 |
| 3.   | Genoa     | 4  | 3 | 1 | 1 | 1 | 7  | 6  | +1 |
| 4.   | Empoli    | 1  | 3 | 0 | 1 | 2 | 4  | 8  | -4 |

| Arbitro: | Tagliavento (Terni) |

|  |           |                        |
|  | Marcatori | 41’ Caccia 59’ Makinwa |

| Arbitro: | Mazzoleni (Bergamo) |

|                    |           |                                                         |
| Bruni 90+2’ (rig.) | Marcatori | 19’, 74’ Pinga 22’ Marazzina 48’ Mantovani 89’ J.Franco |

| Arbitro: | Romeo (Verona) |

|               |           |                                 |
| Caccia 4’, 6’ | Marcatori | 34’, 51’ Sinigaglia 90+4’ Centi |

| Arbitro: | Bergonzi (Genova) |

|                                                      |           |                                            |
| Marazzina 23’, 82’ Mezzano 43’ Quagliarella 68’, 86’ | Marcatori | 16’ (rig.) Tavano 55’ Raggi 85’ Cappellini |

| Arbitro: | Collina (Viareggio) |

|                                           |           |                                            |
| Milito 7’ Cozza 16’ (rig.) Stellini 90+1’ | Marcatori | 10’ Mezzano 19’ (rig.) Pinga 35’ Marazzina |

| Arbitro: | Pantana (Macerata) |

|               |           |          |
| Sinigaglia 3’ | Marcatori | 35’ Coda |

#### Girone 2
| Pos. | Squadra     | Pt | G | V | N | P | GF | GS | DR |
| ---- | ----------- | -- | - | - | - | - | -- | -- | -- |
| 1.   | Atalanta    | 7  | 3 | 2 | 1 | 0 | 9  | 4  | +5 |
| 2.   | AlbinoLeffe | 6  | 3 | 2 | 0 | 1 | 3  | 3  | 0  |
| 3.   | Vicenza     | 3  | 3 | 1 | 0 | 2 | 4  | 6  | -2 |
| 4.   | Pro Patria  | 1  | 3 | 0 | 1 | 2 | 3  | 6  | -3 |

| Arbitro: | Pantana (Macerata) |

|                          |           |  |
| Regonesi 5’ Carobbio 41’ | Marcatori |  |

| Arbitro: | Stefanini (Prato) |

|                                  |           |                                                     |
| Margiotta 27’ Schwoch 87’ (rig.) | Marcatori | 28’ (rig.) Comandini 79’, 80’ Lazzari 90’ Marcolini |

| Arbitro: | Girardi (San Donà di Piave) |

|                                 |           |  |
| Pazzini 41’ Piá 43’ Lazzari 74’ | Marcatori |  |

| Arbitro: | Carlucci (Molfetta) |

|                 |           |                           |
| Elia 75’ (rig.) | Marcatori | 66’ Bonanni 71’ Margiotta |

| Arbitro: | Morganti (Ascoli Piceno) |

|                          |           |                  |
| Perfetti 73’ Temelin 81’ | Marcatori | 12’, 25’ Pazzini |

| Arbitro: | Preschern (Mestre) |

|  |           |            |
|  | Marcatori | 1’ Testini |

#### Girone 3
Il Venezia ha giocato le sue gare interne a Mestre, presso lo stadio Francesco Baracca, a causa dei lavori di rifacimento del suo impianto. Il Treviso ha giocato la sua gara interna ad Oderzo, presso lo stadio Opitergium.
| Pos. | Squadra   | Pt | G | V | N | P | GF | GS | DR |
| ---- | --------- | -- | - | - | - | - | -- | -- | -- |
| 1.   | Triestina | 9  | 3 | 3 | 0 | 0 | 6  | 2  | +4 |
| 2.   | Modena    | 6  | 3 | 2 | 0 | 1 | 5  | 3  | +2 |
| 3.   | Treviso   | 1  | 3 | 0 | 1 | 2 | 4  | 7  | -3 |
| 4.   | Venezia   | 1  | 3 | 0 | 1 | 2 | 2  | 5  | -3 |

| Arbitro: | Giannoccaro (Lecce) |

|  |           |                |
|  | Marcatori | 5’ Princivalli |

| Arbitro: | Romeo (Verona) |

|            |           |                |
| Guidoni 6’ | Marcatori | 33’ Cortellini |

| Arbitro: | De Marco (Chiavari) |

|               |           |                    |
| Chiappara 27’ | Marcatori | 46’ Manú 89’ Mauri |

| Arbitro: | Castellani (Verona) |

|         |           |  |
| Baù 49’ | Marcatori |  |

| Arbitro: | Mazzoleni (Bergamo) |

|                                                  |           |                            |
| Tulli 14’ Baù 45+1’ Rigoni 53’ (rig.) Munari 58’ | Marcatori | 83’ Barreto 90+4’ Bellotto |

| Arbitro: | Stefanini (Prato) |

|              |           |                                   |
| Ginestra 45’ | Marcatori | 19’ Campedelli 26’, 77’ Vignaroli |

#### Girone 4
L'Arezzo ha giocato le sue gare interne sul campo della squadra ospitante, sancendo di fatto un'inversione di campo, a causa dei lavori di rifacimento del suo impianto.
| Pos. | Squadra | Pt | G | V | N | P | GF | GS | DR |
| ---- | ------- | -- | - | - | - | - | -- | -- | -- |
| 1.   | Livorno | 7  | 3 | 2 | 1 | 0 | 6  | 4  | +2 |
| 2.   | Cesena  | 5  | 3 | 1 | 2 | 0 | 4  | 3  | +1 |
| 3.   | Ascoli  | 4  | 3 | 1 | 1 | 1 | 3  | 3  | 0  |
| 4.   | Arezzo  | 0  | 3 | 0 | 0 | 3 | 3  | 6  | -3 |

| Arbitro: | Squillace (Catanzaro) |

|                       |           |  |
| Antonelli Agomeri 83’ | Marcatori |  |

| Arbitro: | De Marco (Chiavari) |

|              |           |             |
| Bernacci 29’ | Marcatori | 63’ Vidigal |

| Arbitro: | Pantana (Macerata) |

|                               |           |                |
| Ciaramitaro 18’ Confalone 67’ | Marcatori | 90+2’ De Zerbi |

| Arbitro: | Brighi (Cesena) |

|                        |           |            |
| Vidigal 70’ Protti 78’ | Marcatori | 72’ Bucchi |

| Arbitro: | Trefoloni (Siena) |

|                                      |           |                               |
| Lucarelli 2’ (rig.) Vidigal 50’, 75’ | Marcatori | 1’ (rig.) Spinesi 7’ De Zerbi |

| Arbitro: | Saccani (Mantova) |

|              |           |                |
| Bernacci 42’ | Marcatori | 44’ Capparella |

#### Girone 5
La Fiorentina ha giocato la sua prima gara interna contro il Como a Lucca, presso lo stadio Porta Elisa, a causa dei lavori di rifacimento del proprio impianto. Il Verona ha giocato la sua gara interna a Trento, presso lo stadio Briamasco a causa dell'indisponibilità del suo impianto.
| Pos. | Squadra    | Pt | G | V | N | P | GF | GS | DR |
| ---- | ---------- | -- | - | - | - | - | -- | -- | -- |
| 1.   | Fiorentina | 7  | 3 | 2 | 1 | 0 | 6  | 0  | +6 |
| 2.   | Piacenza   | 7  | 3 | 2 | 1 | 0 | 5  | 0  | +5 |
| 3.   | Verona     | 3  | 3 | 1 | 0 | 2 | 2  | 5  | -3 |
| 4.   | Como       | 0  | 3 | 0 | 0 | 3 | 0  | 8  | -8 |

| Arbitro: | Mazzoleni (Bergamo) |

|  |           |                       |
|  | Marcatori | 31’ Agnelli 61’ Fummo |

| Piacenza 14 agosto 2004, ore 20:30 CEST 1ª giornata | Piacenza        | 0 – 0 referto | Fiorentina | Stadio Leonardo Garilli\| Arbitro: \| Brighi (Cesena) \| |
| Arbitro:                                            | Brighi (Cesena) |               |            |                                                          |

| Arbitro: | Tagliavento (Terni) |

|                                          |           |  |
| Viali 28’ Grassi 57’ (aut.) Portillo 70’ | Marcatori |  |

| Arbitro: | Rocchi (Firenze) |

|  |           |                       |
|  | Marcatori | 19’ Beghetto 65’ Pepe |

| Arbitro: | Banti (Livorno) |

|  |           |                                    |
|  | Marcatori | 40’ Beghetto 46’ Sardo 47’ Lucenti |

| Arbitro: | Tombolini (Ancona) |

|                             |           |  |
| Riganò 5’, 70’ Portillo 61’ | Marcatori |  |

#### Girone 6
| Pos. | Squadra | Pt | G | V | N | P | GF | GS | DR |
| ---- | ------- | -- | - | - | - | - | -- | -- | -- |
| 1.   | Ternana | 6  | 3 | 2 | 0 | 1 | 4  | 3  | +1 |
| 2.   | Rimini  | 4  | 3 | 1 | 1 | 1 | 4  | 4  | 0  |
| 3.   | Perugia | 4  | 3 | 1 | 1 | 1 | 3  | 2  | +1 |
| 4.   | Pescara | 2  | 3 | 0 | 2 | 1 | 5  | 7  | -2 |

| Arbitro: | Bertini (Arezzo) |

|                              |           |  |
| Mascara 14’ Di Francesco 41’ | Marcatori |  |

| Arbitro: | Rocchi (Firenze) |

|                                  |           |                                              |
| Dicara 11’ Calaiò 22’ (rig.) 44’ | Marcatori | 12’ Docente 61’ Muslimović 78’ (rig.) Trotta |

| Arbitro: | Stefanini (Prato) |

|                |           |  |
| Muslimović 20’ | Marcatori |  |

| Arbitro: | Banti (Livorno) |

|                                     |           |                    |
| Di Vicino 26’ Vieri 76’ Jiménez 89’ | Marcatori | 90+1’ (rig.) Mussi |

| Arbitro: | Pantana (Macerata) |

|               |           |                    |
| Paponetti 76’ | Marcatori | 47’ (rig.) Mascara |

| Arbitro: | Brighi (Cesena) |

|              |           |  |
| Adeshina 45’ | Marcatori |  |

#### Girone 7
L'Avellino ha giocato la sua gara interna a Campobasso a causa dell'indisponibilità del suo impianto.
| Pos. | Squadra     | Pt | G | V | N | P | GF | GS | DR |
| ---- | ----------- | -- | - | - | - | - | -- | -- | -- |
| 1.   | Salernitana | 9  | 3 | 3 | 0 | 0 | 7  | 3  | +4 |
| 2.   | Catania     | 6  | 3 | 2 | 0 | 1 | 6  | 3  | +3 |
| 3.   | Catanzaro   | 1  | 3 | 0 | 1 | 2 | 2  | 5  | -3 |
| 4.   | Avellino    | 1  | 3 | 0 | 1 | 2 | 3  | 7  | -4 |

| Arbitro: | Girardi (San Donà di Piave) |

|               |           |                              |
| Cinelli 45+1’ | Marcatori | 3’, 8’ Benjamin 6’ Palladino |

| Arbitro: | Banti (Livorno) |

|                           |           |  |
| Ferrante 23’ Vugrinec 50’ | Marcatori |  |

| Arbitro: | Mazzoleni (Bergamo) |

|                   |           |              |
| Corona 39’ (rig.) | Marcatori | 28’ Rastelli |

| Arbitro: | Squillace (Catanzaro) |

|                   |           |           |
| Palladino 24’ 44’ | Marcatori | 21’ Bruno |

| Arbitro: | Cassarà (Palermo) |

|                                         |           |                 |
| Russo 37’ Ferrante 41’ (rig.) Bruno 66’ | Marcatori | 55’ Ghirardello |

| Arbitro: | Tagliavento (Terni) |

|                             |           |               |
| Ferrarese 13’ Palladino 41’ | Marcatori | 36’ Cammarata |

#### Girone 8
| Pos. | Squadra  | Pt | G | V | N | P | GF | GS | DR |
| ---- | -------- | -- | - | - | - | - | -- | -- | -- |
| 1.   | Messina  | 9  | 3 | 3 | 0 | 0 | 7  | 1  | +6 |
| 2.   | Crotone  | 4  | 3 | 1 | 1 | 1 | 5  | 2  | +3 |
| 3.   | Bari     | 3  | 3 | 1 | 0 | 2 | 3  | 7  | -4 |
| 4.   | Acireale | 1  | 3 | 0 | 1 | 2 | 2  | 7  | -5 |

| Arbitro: | Carlucci (Molfetta) |

|           |           |                |
| Nigro 64’ | Marcatori | 75’ Berrettoni |

| Arbitro: | Bergonzi (Genova) |

|              |           |                                  |
| Sibilano 83’ | Marcatori | 50’ (aut.) Sibilano 76’ Zampagna |

| Arbitro: | Cassarà (Palermo) |

|                                               |           |  |
| Guzmán 4’ Alteri 34’ Jurić 61’ Berrettoni 81’ | Marcatori |  |

| Arbitro: | Dattilo (Locri) |

|                                                           |           |  |
| Zampagna 7’ Parisi 24’ (rig.) Yanagisawa 45+1’ Rafael 79’ | Marcatori |  |

| Arbitro: | Cruciani (Pesaro) |

|                          |           |              |
| Lipatín 11’ Sibilano 26’ | Marcatori | 56’ Quintoni |

| Arbitro: | Giannoccaro (Lecce) |

|  |           |            |
|  | Marcatori | 75’ Rafael |

### Primo turno eliminatorio
| Squadra 1   | Totale    | Squadra 2 | Andata | Ritorno   |
| ----------- | --------- | --------- | ------ | --------- |
| Torino      | 2-1       | Chievo    | 1-0    | 1-1       |
| Fiorentina  | 3-3 (gfc) | Brescia   | 1-1    | 2-2 (dts) |
| Triestina   | 2-6       | Cagliari  | 1-3    | 1-3       |
| Ternana     | 5-6       | Bologna   | 3-1    | 3-4       |
| Messina     | 1-2       | Siena     | 0-1    | 1-1       |
| Livorno     | 3-4       | Lecce     | 2-1    | 1-3       |
| Salernitana | 2-3       | Palermo   | 2-1    | 0-2       |
| Atalanta    | 7-3       | Reggina   | 4-1    | 3-2       |

#### Andata
| Arbitro: | Cassarà (Palermo) |

|            |           |  |
| Franco 76’ | Marcatori |  |

| Arbitro: | Morganti (Ascoli Piceno) |

|                     |           |               |
| Martínez 71’ (aut.) | Marcatori | 52’ Di Biagio |

| Arbitro: | Racalbuto (Gallarate) |

|            |           |                                    |
| Soligo 57’ | Marcatori | 23’ Conti 42’ Bianchi 75’ Esposito |

| Arbitro: | Girardi (San Donà di Piave) |

|           |           |                              |
| Wahab 33’ | Marcatori | 14’, 61’ Colucci 43’ Capuano |

| Arbitro: | Nucini (Bergamo) |

|  |           |               |
|  | Marcatori | 22’ Menegazzo |

| Arbitro: | Preschern (Mestre) |

|                         |           |                         |
| Colombo 21’ Vigiani 90’ | Marcatori | 29’ (aut.) Danilevičius |

| Arbitro: | Dattilo (Locri) |

|                 |           |                    |
| Mendil 36’, 88’ | Marcatori | 18’ (rig.) Brienza |

| Arbitro: | Castellani (Verona) |

|                                                |           |               |
| Budan 23’ Sala 31’ Albertini 64’ Lazzari 90+2’ | Marcatori | Borriello 25’ |

#### Ritorno
| Arbitro: | Dondarini (Finale Emilia) |

|                |           |                  |
| Tiribocchi 23’ | Marcatori | 3’ (rig.) Franco |

| Arbitro: | Rizzoli (Bologna) |

|                            |           |                                |
| Del Nero 59’ Di Biagio 98’ | Marcatori | 54’ Guigou 112’ (rig.) Fontana |

| Arbitro: | Cassarà (Palermo) |

|                          |           |           |
| Albino 35’, 39’ Zola 74’ | Marcatori | 37’ Tulli |

| Arbitro: | Romeo (Verona) |

|                              |           |                                           |
| Cipriani 2’, 17’ Bellucci 8’ | Marcatori | 75’, 80’ Adeshina 76’ Salgado 90+1’ Wahab |

| Arbitro: | Rocchi (Firenze) |

|             |           |             |
| Cirillo 69’ | Marcatori | 80’ Amoruso |

| Arbitro: | Brighi (Cesena) |

|                                     |           |                  |
| Ledesma 27’ Bojinov 30’ Vučinić 49’ | Marcatori | 51’ Danilevičius |

| Arbitro: | Saccani (Mantova) |

|                 |           |  |
| Farías 22’, 65’ | Marcatori |  |

| Arbitro: | Tagliavento (Terni) |

|                  |           |                                      |
| Dionigi 70’, 90’ | Marcatori | 5’ Saudati 68’ (rig.) 72’ Bernardini |

### Fase finale

#### Tabellone
|  | Ottavi di finale | Ottavi di finale | Ottavi di finale | Ottavi di finale |       |            | Quarti di finale | Quarti di finale | Quarti di finale | Quarti di finale |          |   | Semifinali | Semifinali | Semifinali | Semifinali |       |   | Finale | Finale | Finale | Finale |
|  |                  |                  |                  |                  |       |            |                  |                  |                  |                  |          |   |            |            |            |            |       |   |        |        |        |        |
|  | Cagliari (dts)   | 2                | 2                | 4                |       |            |                  |                  |                  |                  |          |   |            |            |            |            |       |   |        |        |        |        |
|  | Lazio            | 1                | 3                | 4                |       |            |                  |                  |                  |                  |          |   |            |            |            |            |       |   |        |        |        |        |
|  | Lazio            | 1                | 3                | 4                |       | Cagliari   | 2                | 2                | 4                |                  |          |   |            |            |            |            |       |   |        |        |        |        |
|  |                  |                  |                  |                  |       | Cagliari   | 2                | 2                | 4                |                  |          |   |            |            |            |            |       |   |        |        |        |        |
|  |                  | Sampdoria        | 0                | 3                | 3     |            |                  |                  |                  |                  |          |   |            |            |            |            |       |   |        |        |        |        |
|  | Torino           | Sampdoria        | 0                | 3                | 3     | 0          | 2                | 2                |                  |                  |          |   |            |            |            |            |       |   |        |        |        |        |
|  | Torino           |                  |                  |                  |       | 0          | 2                | 2                |                  |                  |          |   |            |            |            |            |       |   |        |        |        |        |
|  | Sampdoria        | 2                | 1                | 3                |       |            |                  |                  |                  |                  |          |   |            |            |            |            |       |   |        |        |        |        |
|  | Sampdoria        | 2                | 1                | 3                |       |            |                  |                  |                  |                  | Cagliari | 1 | 1          | 2          |            |            |       |   |        |        |        |        |
|  |                  |                  |                  |                  |       |            |                  |                  |                  |                  |          | 1 | 1          | 2          |            |            |       |   |        |        |        |        |
|  |                  | Inter            | 1                | 3                | 4     |            |                  |                  |                  |                  |          |   |            |            |            |            |       |   |        |        |        |        |
|  | Inter            | Inter            | 1                | 3                | 4     | 3          | 3                | 6                |                  |                  |          |   |            |            |            |            |       |   |        |        |        |        |
|  | Inter            |                  |                  |                  |       | 3          | 3                | 6                |                  |                  |          |   |            |            |            |            |       |   |        |        |        |        |
|  | Bologna          | 1                | 1                | 2                |       |            |                  |                  |                  |                  |          |   |            |            |            |            |       |   |        |        |        |        |
|  | Bologna          | 1                | 1                | 2                |       | Atalanta   | 0                | 0                | 0                |                  |          |   |            |            |            |            |       |   |        |        |        |        |
|  |                  |                  |                  |                  |       | Atalanta   | 0                | 0                | 0                |                  |          |   |            |            |            |            |       |   |        |        |        |        |
|  |                  | Inter            | 1                | 3                | 4     |            |                  |                  |                  |                  |          |   |            |            |            |            |       |   |        |        |        |        |
|  | Atalanta         | Inter            | 1                | 3                | 4     | 2          | 3                | 5                |                  |                  |          |   |            |            |            |            |       |   |        |        |        |        |
|  | Atalanta         |                  |                  |                  |       | 2          | 3                | 5                |                  |                  |          |   |            |            |            |            |       |   |        |        |        |        |
|  | Juventus         | 0                | 3                | 3                |       |            |                  |                  |                  |                  |          |   |            |            |            |            |       |   |        |        |        |        |
|  | Juventus         | 0                | 3                | 3                |       |            |                  |                  |                  |                  |          |   |            |            |            |            | Inter | 2 | 1      | 3      |        |        |
|  |                  |                  |                  |                  |       |            |                  |                  |                  |                  |          |   |            |            |            |            |       | 2 | 1      | 3      |        |        |
|  |                  | Roma             | 0                | 0                | 0     |            |                  |                  |                  |                  |          |   |            |            |            |            |       |   |        |        |        |        |
|  | Roma             | Roma             | 0                | 0                | 0     | 1          | 5                | 6                |                  |                  |          |   |            |            |            |            |       |   |        |        |        |        |
|  | Roma             |                  |                  |                  |       | 1          | 5                | 6                |                  |                  |          |   |            |            |            |            |       |   |        |        |        |        |
|  | Siena            | 2                | 1                | 3                |       |            |                  |                  |                  |                  |          |   |            |            |            |            |       |   |        |        |        |        |
|  | Siena            | 2                | 1                | 3                |       | Roma (dtr) | 1                | 0                | 1 (7)            |                  |          |   |            |            |            |            |       |   |        |        |        |        |
|  |                  |                  |                  |                  |       | Roma (dtr) | 1                | 0                | 1 (7)            |                  |          |   |            |            |            |            |       |   |        |        |        |        |
|  |                  | Fiorentina       | 0                | 1                | 1 (6) |            |                  |                  |                  |                  |          |   |            |            |            |            |       |   |        |        |        |        |
|  | Fiorentina       | Fiorentina       | 0                | 1                | 1 (6) | 2          | 3                | 5                |                  |                  |          |   |            |            |            |            |       |   |        |        |        |        |
|  | Fiorentina       |                  |                  |                  |       | 2          | 3                | 5                |                  |                  |          |   |            |            |            |            |       |   |        |        |        |        |
|  | Parma            | 0                | 0                | 0                |       |            |                  |                  |                  |                  |          |   |            |            |            |            |       |   |        |        |        |        |
|  | Parma            | 0                | 0                | 0                |       |            |                  |                  |                  |                  | Roma     | 1 | 2          | 3          |            |            |       |   |        |        |        |        |
|  |                  |                  |                  |                  |       |            |                  |                  |                  |                  |          | 1 | 2          | 3          |            |            |       |   |        |        |        |        |
|  |                  | Udinese          | 1                | 1                | 2     |            |                  |                  |                  |                  |          |   |            |            |            |            |       |   |        |        |        |        |
|  | Lecce            | Udinese          | 1                | 1                | 2     | 4          | 4                | 8                |                  |                  |          |   |            |            |            |            |       |   |        |        |        |        |
|  | Lecce            |                  |                  |                  |       | 4          | 4                | 8                |                  |                  |          |   |            |            |            |            |       |   |        |        |        |        |
|  | Udinese (gfc)    | 5                | 3                | 8                |       |            |                  |                  |                  |                  |          |   |            |            |            |            |       |   |        |        |        |        |
|  | Udinese (gfc)    | 5                | 3                | 8                |       | Milan      | 3                | 1                | 4                |                  |          |   |            |            |            |            |       |   |        |        |        |        |
|  |                  |                  |                  |                  |       | Milan      | 3                | 1                | 4                |                  |          |   |            |            |            |            |       |   |        |        |        |        |
|  |                  | Udinese          | 2                | 4                | 6     |            |                  |                  |                  |                  |          |   |            |            |            |            |       |   |        |        |        |        |
|  | Palermo          | Udinese          | 2                | 4                | 6     | 1          | 0                | 1                |                  |                  |          |   |            |            |            |            |       |   |        |        |        |        |
|  | Palermo          |                  |                  |                  |       | 1          | 0                | 1                |                  |                  |          |   |            |            |            |            |       |   |        |        |        |        |
|  | Milan            | 2                | 2                | 4                |       |            |                  |                  |                  |                  |          |   |            |            |            |            |       |   |        |        |        |        |

#### Ottavi di finale
| Squadra 1  | Totale    | Squadra 2 | Andata | Ritorno   |
| ---------- | --------- | --------- | ------ | --------- |
| Atalanta   | 5-3       | Juventus  | 2-0    | 3-3       |
| Cagliari   | 4-4 (gfc) | Lazio     | 2-1    | 2-3 (dts) |
| Fiorentina | 5-0       | Parma     | 2-0    | 3-0       |
| Inter      | 6-2       | Bologna   | 3-1    | 3-1       |
| Lecce      | 8-8 (gfc) | Udinese   | 4-5    | 4-3       |
| Palermo    | 1-4       | Milan     | 1-2    | 0-2       |
| Roma       | 6-3       | Siena     | 1-2    | 5-1       |
| Torino     | 2-3       | Sampdoria | 0-2    | 2-1       |

##### Andata
| Arbitro: | Bergonzi (Genova) |

|                 |           |  |
| Lazzari 58’ 76’ | Marcatori |  |

| Arbitro: | Dattilo (Locri) |

|                              |           |               |
| Langella 35’ Zola 82’ (rig.) | Marcatori | 60’ Filippini |

| Arbitro: | Brighi (Cesena) |

|                         |           |  |
| Portillo 27’ Valdés 78’ | Marcatori |  |

| Arbitro: | Cassarà (Palermo) |

|                               |           |              |
| Vieri 44’ Recoba 79’ Cruz 87’ | Marcatori | 23’ Bellucci |

| Arbitro: | Cruciani (Pesaro) |

|                                                   |           |                                                 |
| Ledesma 11’ (rig.) Dalla Bona 29’ Bojinov 31’ 67’ | Marcatori | 34’ Felipe 45’ 78’ Di Michele 57’ 88’ Di Natale |

| Arbitro: | Nucini (Bergamo) |

|          |           |                        |
| Toni 79’ | Marcatori | 53’ Crespo 69’ Seedorf |

| Arbitro: | De Marco (Chiavari) |

|                  |           |             |
| Totti 57’ (rig.) | Marcatori | 37’ 87’ Flo |

| Arbitro: | Castellani (Verona) |

|  |           |                      |
|  | Marcatori | 78’ Doni 90’ Kutuzov |

##### Ritorno
| Arbitro: | Ayroldi (Molfetta) |

|                                             |           |                       |
| Natali 4’ (aut.) Zalayeta 33’ Trezeguet 80’ | Marcatori | 10’ 42’ 90+1’ Lazzari |

| Arbitro: | Preschern (Mestre) |

|                               |           |                     |
| Filippini 10’ Rocchi 64’ 119’ | Marcatori | 82’ Conti 102’ Zola |

| Arbitro: | Saccani (Mantova) |

|  |           |                                    |
|  | Marcatori | 55’ Fantini 70’ Maresca 80’ Maggio |

| Arbitro: | Gabriele (Frosinone) |

|             |           |                     |
| Binotto 45’ | Marcatori | 56’ 82’ 86’ Martins |

| Arbitro: | Castellani (Verona) |

|                                            |           |                                          |
| Di Michele 7’ Iaquinta 88’ Di Natale 90+2’ | Marcatori | 39’ 84’ Vučinić 46’ Bjelanović 83’ Konan |

| Arbitro: | Palanca (Roma 1) |

|                                 |           |  |
| Brocchi 19’ Tomasson 77’ (rig.) | Marcatori |  |

| Arbitro: | Morganti (Ascoli Piceno) |

|                      |           |                                                          |
| Maccarone 44’ (rig.) | Marcatori | 12’ Dellas 35’ Totti 46’ Cassano 49’ Montella 65’ Corvia |

| Arbitro: | Mazzoleni (Bergamo) |

|             |           |                |
| Kutuzov 59’ | Marcatori | 49’ 82’ Franco |

#### Quarti di finale
| Squadra 1 | Totale        | Squadra 2  | Andata | Ritorno |
| --------- | ------------- | ---------- | ------ | ------- |
| Atalanta  | 0-4           | Inter      | 0-1    | 0-3     |
| Cagliari  | 4-3           | Sampdoria  | 2-0    | 2-3     |
| Milan     | 4-6           | Udinese    | 3-2    | 1-4     |
| Roma      | 1-1 (7-6 dtr) | Fiorentina | 1-0    | 0-1     |

##### Andata
| Arbitro: | Palanca (Roma 1) |

|  |           |             |
|  | Marcatori | Martins 71’ |

| Arbitro: | Tombolini (Ancona) |

|                      |           |  |
| Bianchi 4’ Suazo 24’ | Marcatori |  |

| Arbitro: | Gabriele (Frosinone) |

|                                |           |                    |
| Ambrosini 17’ 68’ Serginho 84’ | Marcatori | 21’ 37’ Di Michele |

| Arbitro: | Nucini (Bergamo) |

|              |           |  |
| De Rossi 40’ | Marcatori |  |

##### Ritorno
| Arbitro: | Rizzoli (Bologna) |

|                              |           |  |
| Recoba 31’ Emre 36’ Cruz 55’ | Marcatori |  |

| Arbitro: | Palanca (Roma 1) |

|                          |           |                  |
| Doni 18’ 42’ Kutuzov 37’ | Marcatori | 21’ 81’ Esposito |

| Arbitro: | Morganti (Ascoli Piceno) |

|                                                    |           |              |
| Iaquinta 21’ Mauri 62’ 90+5’ Di Michele 82’ (rig.) | Marcatori | Tomasson 78’ |

| Arbitro: | Saccani (Mantova) |

|                                                                   |                      |                                                           |
| Ferrari 12’ (aut.)                                                | Marcatori            |                                                           |
| Jørgensen Fantini Riganò Cejas Miccoli Chiellini Donadel Ujfaluši | Tiri di rigore 6 – 7 | Cassano Aquilani Chivu Dellas Totti Cufré Perrotta Scurto |

#### Semifinali
| Squadra 1 | Totale | Squadra 2 | Andata | Ritorno |
| --------- | ------ | --------- | ------ | ------- |
| Roma      | 3-2    | Udinese   | 1-1    | 2-1     |
| Cagliari  | 2-4    | Inter     | 1-1    | 1-3     |

##### Andata
| Arbitro: | Messina (Bergamo) |

|           |           |              |
| Mexès 36’ | Marcatori | 84’ Bertotto |

| Arbitro: | Bertini (Arezzo) |

|          |           |             |
| Zola 50’ | Marcatori | 52’ Martins |

##### Ritorno
| Arbitro: | Morganti (Ascoli Piceno) |

|               |           |                       |
| Di Natale 57’ | Marcatori | 21’ Mancini 81’ Totti |

| Arbitro: | Pieri (Lucca) |

|                             |           |           |
| Vieri 26’ 58’ Martins 90+1’ | Marcatori | 64’ López |

#### Finale
| Squadra 1 | Totale | Squadra 2 | Andata | Ritorno |
| --------- | ------ | --------- | ------ | ------- |
| Roma      | 0-3    | Inter     | 0-2    | 0-1     |

##### Andata
| Arbitro: | Collina (Viareggio) |

|  |           |                  |
|  | Marcatori | 30’, 36’ Adriano |

| Roma | Inter |

###### Formazioni
| Roma (4-4-2)                    |    |                     |     |     |
|                                 |    |                     |     |     |
| P                               | 1  | Gianluca Curci      |     |     |
| D                               | 2  | Christian Panucci   |     |     |
| D                               | 8  | Matteo Ferrari      | 29’ |     |
| D                               | 13 | Cristian Chivu      | 36’ |     |
| D                               | 25 | Leandro Cufré       |     | 82’ |
| C                               | 28 | Valerio Virga       |     | 58’ |
| C                               | 15 | Olivier Dacourt     |     |     |
| C                               | 20 | Simone Perrotta     | 73’ |     |
| C                               | 30 | Mancini             |     | 72’ |
| A                               | 10 | Francesco Totti (C) |     |     |
| A                               | 18 | Antonio Cassano     |     |     |
| Sostituzioni:                   |    |                     |     |     |
| P                               | 33 | Pietro Pipolo       |     |     |
| D                               | 19 | Giuseppe Scurto     |     | 82’ |
| D                               | 5  | Philippe Mexès      |     |     |
| C                               | 3  | Abel Xavier         |     |     |
| C                               | 29 | Leandro Greco       |     | 72’ |
| A                               | 11 | Daniele Corvia      |     |     |
| A                               | 9  | Vincenzo Montella   |     | 58’ |
| Allenatore:                     |    |                     |     |     |
| Bruno Conti (D.T.) & Ezio Sella |    |                     |     |     |

| Inter (4-4-2)   |    |                     |  |     |
|                 |    |                     |  |     |
| P               | 1  | Francesco Toldo     |  |     |
| D               | 4  | Javier Zanetti (C)  |  |     |
| D               | 11 | Siniša Mihajlović   |  |     |
| D               | 23 | Marco Materazzi     |  |     |
| D               | 16 | Giuseppe Favalli    |  |     |
| C               | 13 | Zé Maria            |  |     |
| C               | 19 | Esteban Cambiasso   |  |     |
| C               | 25 | Dejan Stanković     |  |     |
| C               | 18 | Kily González       |  | 86’ |
| A               | 10 | Adriano             |  |     |
| A               | 30 | Obafemi Martins     |  | 76’ |
| Sostituzioni:   |    |                     |  |     |
| P               | 15 | Fabián Carini       |  |     |
| D               | 2  | Iván Córdoba        |  |     |
| D               | 24 | Carlos Gamarra      |  |     |
| D               | 77 | Francesco Coco      |  |     |
| C               | 21 | Giōrgos Karagkounīs |  |     |
| C               | 7  | Andy van der Meyde  |  | 86’ |
| A               | 9  | Julio Ricardo Cruz  |  | 76’ |
| Allenatore:     |    |                     |  |     |
| Roberto Mancini |    |                     |  |     |

##### Ritorno
| Arbitro: | Trefoloni (Siena) |

|                |           |  |
| Mihajlović 52’ | Marcatori |  |

| Inter | Roma |

###### Formazioni
| Inter (4-4-2)   |    |                      |     |     |
|                 |    |                      |     |     |
| P               | 1  | Francesco Toldo      |     |     |
| D               | 2  | Iván Córdoba (C)     | 84’ |     |
| D               | 11 | Siniša Mihajlović    | 18’ |     |
| D               | 23 | Marco Materazzi      |     |     |
| D               | 16 | Giuseppe Favalli     |     | 87’ |
| C               | 13 | Zé Maria             |     | 85’ |
| C               | 25 | Dejan Stanković      | 28’ | 90’ |
| C               | 6  | Cristiano Zanetti    |     |     |
| C               | 18 | Kily González        |     |     |
| A               | 30 | Obafemi Martins      |     |     |
| A               | 9  | Julio Ricardo Cruz   |     |     |
| Sostituzioni:   |    |                      |     |     |
| P               | 15 | Fabián Carini        |     |     |
| D               | 24 | Carlos Gamarra       |     | 87’ |
| D               | 29 | Fabrizio Biava       |     | 90’ |
| D               | 49 | Marco Andreolli      |     |     |
| D               | 77 | Francesco Coco       |     |     |
| C               | 14 | Juan Sebastián Verón |     | 85’ |
| C               | 7  | Andy van der Meyde   |     |     |
| Allenatore:     |    |                      |     |     |
| Roberto Mancini |    |                      |     |     |

| Roma (4-3-3)                    |    |                     |     |     |
|                                 |    |                     |     |     |
| P                               | 1  | Gianluca Curci      |     |     |
| D                               | 2  | Christian Panucci   | 16’ |     |
| D                               | 25 | Leandro Cufré       | 65’ |     |
| D                               | 5  | Philippe Mexès      |     |     |
| D                               | 13 | Cristian Chivu      |     | 81’ |
| C                               | 4  | Daniele De Rossi    |     |     |
| C                               | 15 | Olivier Dacourt     |     | 47’ |
| C                               | 20 | Simone Perrotta     | 61’ |     |
| A                               | 30 | Mancini             |     |     |
| A                               | 10 | Francesco Totti (C) |     |     |
| A                               | 18 | Antonio Cassano     | 31’ |     |
| Sostituzioni:                   |    |                     |     |     |
| P                               | 33 | Pietro Pipolo       |     |     |
| D                               | 8  | Matteo Ferrari      |     | 81’ |
| C                               | 3  | Abel Xavier         |     |     |
| C                               | 28 | Valerio Virga       |     |     |
| C                               | 29 | Leandro Greco       |     |     |
| A                               | 11 | Daniele Corvia      | 73’ |     |
| A                               | 9  | Vincenzo Montella   | 47’ | 73’ |
| Allenatore:                     |    |                     |     |     |
| Bruno Conti (D.T.) & Ezio Sella |    |                     |     |     |

## Classifica marcatori
| Gol | Rigori |  | Giocatore          | Squadra     |
| --- | ------ |  | ------------------ | ----------- |
| 9   | 0      |  | Andrea Lazzari     | Atalanta    |
| 6   | 0      |  | Obafemi Martins    | Inter       |
| 6   | 1      |  | David Di Michele   | Udinese     |
| 5   | 1      |  | José María Franco  | Torino      |
| 4   | 0      |  | Massimo Marazzina  | Torino      |
| 4   | 0      |  | Raffaele Palladino | Salernitana |
| 4   | 0      |  | José Vidigal       | Livorno     |
| 4   | 0      |  | Antonio Di Natale  | Udinese     |
| 4   | 1      |  | Gianfranco Zola    | Cagliari    |